# شیر گرسنه خود را روی آنتولوپ می‌اندازد
شیر گرسنه خود را روی آنتولوپ می‌اندازد (به فرانسوی: Le lion ayant faim se jette sur l'antilope)، عنوان اثری از آنری روسو نقاش پسادریافتگر فرانسوی است که با تکنیک رنگ روغن روی بوم در سال ۱۹۰۵ نقاشی شده‌است. (منظور از آنتولوپ جانوری شبیه بزکوهی از تیرهٔ گاوسانان است).

این دومین نقاشی با تم و موضوع جنگل از هنرمند می‌باشد که نشانگر بازگشت روسو به این ژانر است و پس از وقفه ده ساله ناشی از استقبال عموماً منفی به نقاشی او ببر در طوفان گرمسیری در سال ۱۸۹۱ ایجاد شده‌است.